# Generaal-majoor Kootkazerne
De Generaal-majoor Kootkazerne (Tot 21 april 1978 'Legerplaats de Wittenberg'), is een kazerne van de Nederlandse Krijgsmacht aan de Wolweg in Stroe. De kazerne is vernoemd naar Generaal-majoor Henri Koot.
Op de kazerne zijn verschillende eenheden gehuisvest, waaronder het 101e Communicatie en Informatiesystemen (CIS) Bataljon, de Defensie Materieel Pooling Organisatie (DMPO) en het Bevoorrading en Transport Commando (B&TCo).  De kazerne grenst aan de Majoor Mulderkazerne.

## Geschiedenis

#### Het ontstaan van de kazerne
In 1948 resulteerde de nieuwe dienstplichtwet in een aanzienlijke uitbreiding van het leger, wat leidde tot de dringende behoefte aan extra kazernes. Om aan deze vraag te voldoen werd in 1951 met behulp van prefab beton een legerplaats gebouwd in slechts 60 dagen, geschikt voor 3.000 militairen. De kazerne fungeerde specifiek als een zomerkamp voor herhalingsoefeningen van dienstplichtigen, en werd in de winter niet gebruikt omdat de gebouwen op de legerplaats geen verwarming hadden.

#### Verbouwing van de kazerne
In juli 1973 lanceerde de Vereniging van Dienstplichtige Militairen (VVDM) een actie tegen de verouderde legering op De Wittenberg, een ooit moderne kazerne die 22 jaar na de bouw gebreken vertoonde. Een maand later kreeg de actie kracht bij doordat 600 dienstplichtigen ervoor kozen om liever buiten te slapen dan tussen het ongedierte in de kazerne. De Legervoorlichtingsdienst bevestigde dat de huisvesting tekort schoot en voegde eraan toe dat er plannen waren om nieuwbouw te realiseren.
In de overgang van begin naar eind jaren 70 is er een aanzienlijk verschil ontstaan door de nieuwbouw. Een woondorp bestaande uit 34 paviljoens was gecreëerd om de militairen te huisvesten. Niet alleen de gebruikers werden nauw betrokken bij de totstandkoming ervan, Zelfs psychologen werden geraadpleegd. Deze adviseerden om maximaal 16 personen in één gebouw te plaatsen. In de kamer deelden 4 militairen hun ruimte met inbouwkasten, kleurrijke gordijnen en een centraal antennesysteem voor radio en televisie. Elk paviljoen had ook een extra kamer op de eerste verdieping, die kon dienen als bar of leesruimte. Dankzij een groenplan keerde de natuur terug op het kazerneterrein.

#### De naamswijziging
Op 21 april 1978 onthulde Prins Bernhard de nieuwe naam van de legerplaats: Generaal-majoor Kootkazerne. Daarbij onthulde hij ook een buste van Generaal-majoor Koot. Generaal-majoor Koot diende als Commandant van de Binnenlandse Strijdkrachten tijdens de Tweede Wereldoorlog en ontving daarvoor de Militaire Willems-Orde. 

## Militaire tehuizen
Langs de weg tussen de Generaal-majoor Kootkazerne en de Majoor Mulderkazerne stonden twee militaire tehuizen - één voor protestanten (PMT) en één voor katholieken (KMT). Militairen konden daar terecht voor eten, drinken, kranten lezen, biljarten, televisiekijken en meer.
Het PMT werd in 1983 gesloten. Het KMT onderging een transformatie in 1993 en werd een Algemeen Militair Tehuis (AMT). Later diende het als oefenlokaal voor een trompetterkorps en tot eind december 2016 fungeerde het als museum voor de Historische Verzameling van het voormalige Regiment Aan- en Afvoertroepen. De verzameling is daarna verhuisd naar het Nationaal Militair Museum in Soesterberg waar deze nu te bewonderen is.

## Galerij

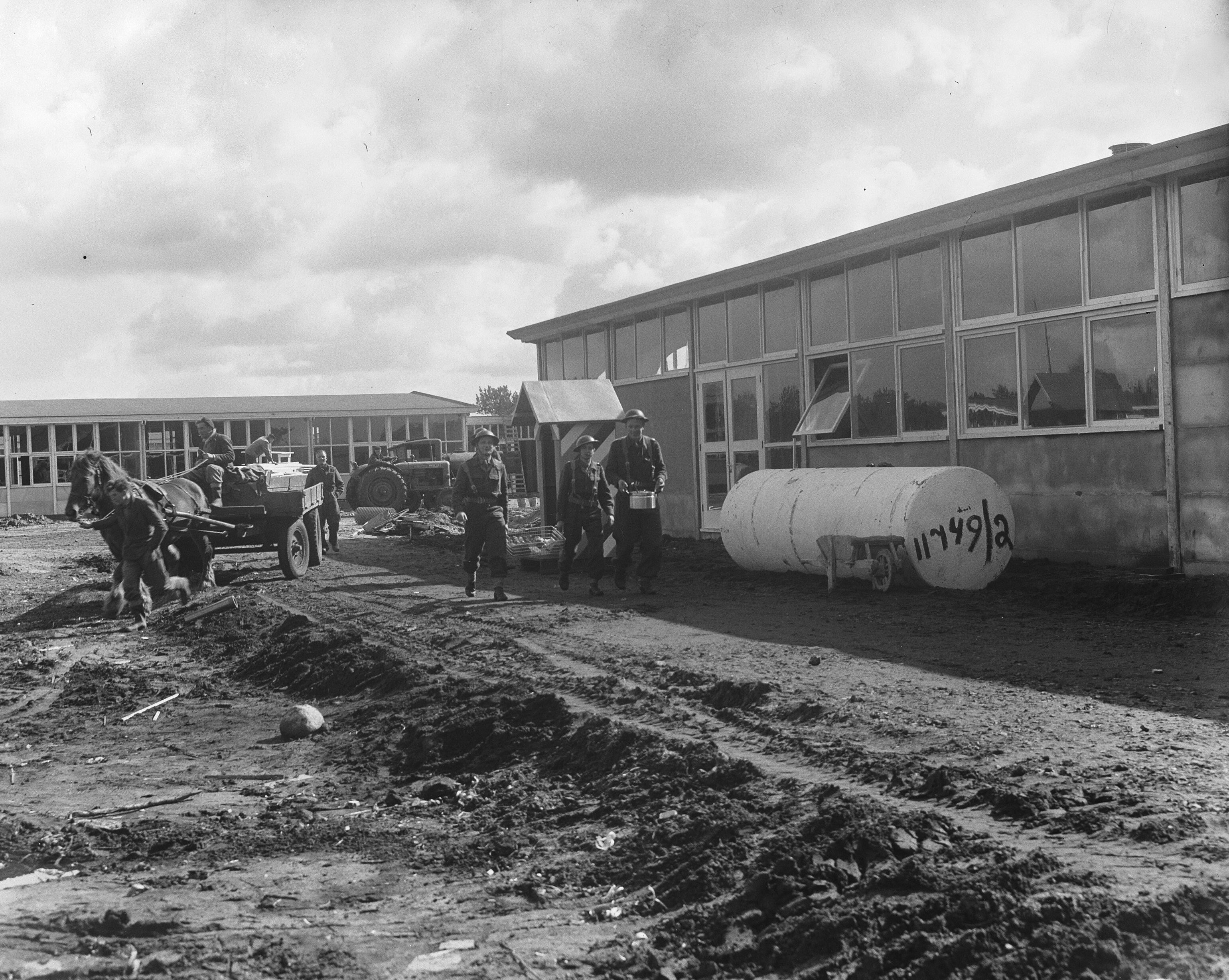
(1951) De nieuwe legerplaats bij Stroe in aanbouw.
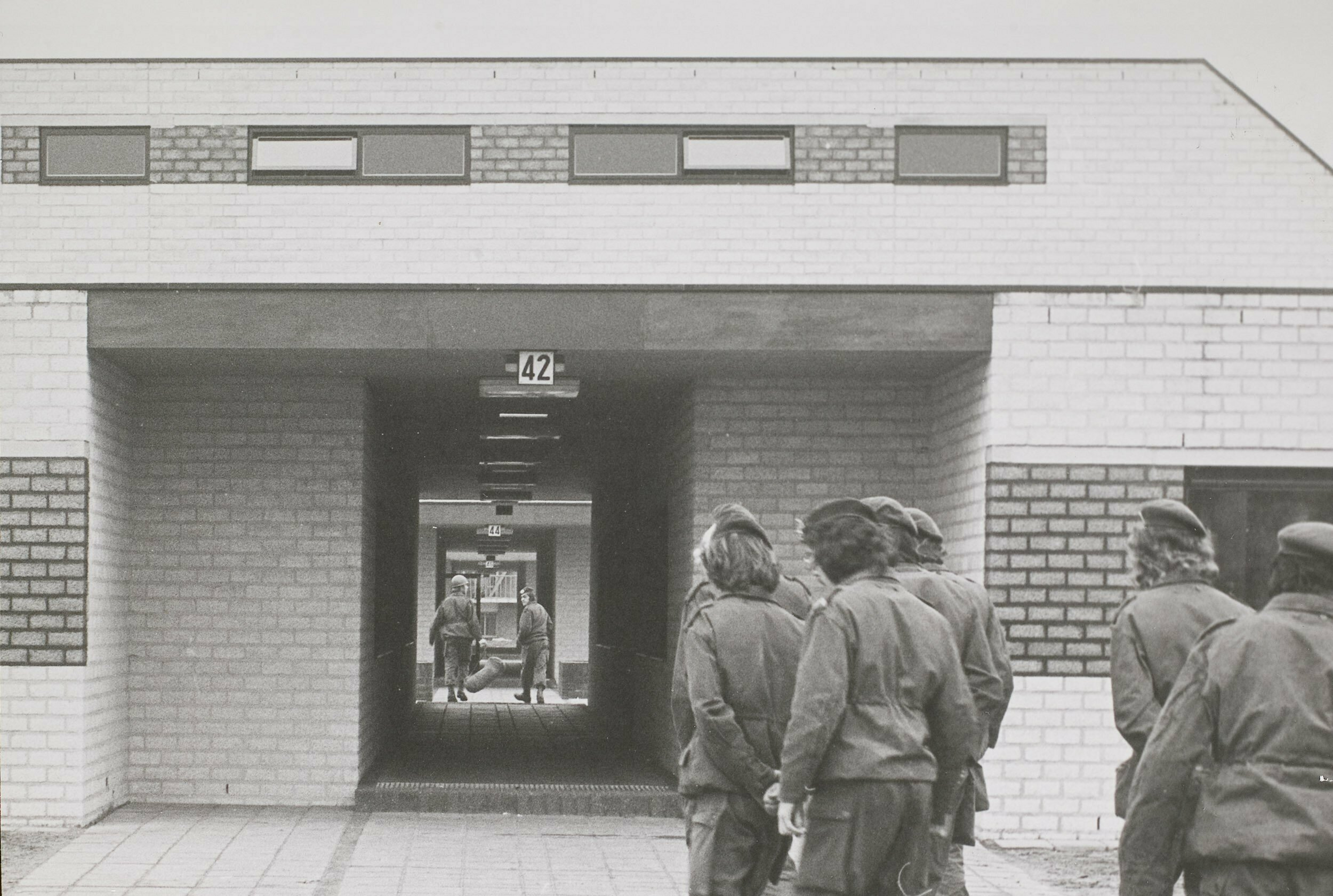
(halverwege jaren 70) Dienstplichtigen lopen onder de legeringsgebouwen door.
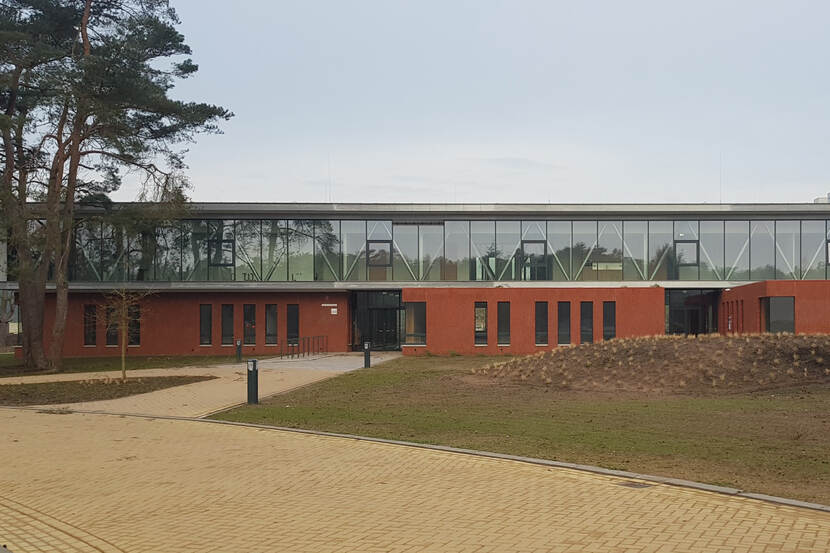
(2019) Het Gezondheidszorg en tandheelkundig centrum op de kazerne.